# افشین قادرزاده
افشین قادرزاده (متولد ۲۲ تیر ۱۳۸۱) کوتاه قدترین مرد جهان است. او در ۲۲ آذر ۱۴۰۱ توسط رکوردهای جهانی گینس به رسمیت شناخته شد ابعاد او ۶۵٫۲۴ سانتی‌متر (۲ فوت ۱٫۶ اینچ) است که ۷ سانتی‌متر کمتر از فرد کوچک تر قبلی است.

## زندگی
قادرزاده در ۲۲ تیر ۱۳۸۱ در یک خانواده کرد ایرانی در بوکان ایران به دنیا آمد. او به دلیل شرایط جسمانی‌ای که دارد از تحصیل بازمانده اما با حمایت کمیته ثبت رکوردهای ملی ایران، توانست علاوه بر ادامه تحصیل رکورد ملی کوچک‌ترین مرد زنده ایران و سپس رکورد جهانی کوچک‌ترین مرد زنده را به نام خود ثبت کند. او به دو زبان فارسی و کردی تسلط دارد.